# Tetramorium mai
Tetramorium mai är en myrart som beskrevs av Wang 1993. Tetramorium mai ingår i släktet Tetramorium och familjen myror. Inga underarter finns listade i Catalogue of Life.